# Tetsuo Sakurai
Tetsuo Sakurai (jap. 櫻井(桜井) 哲夫, Sakurai Tetsuo; * 13. November 1957 in der Präfektur Tokio) ist ein japanischer Bassist.

## Leben
Tetsuo Sakurai begann mit 13 Jahren, Bass zu spielen. 1976 bis 1989 war er Mitglied der Jazz-Fusion-Band Casiopea und 1990 bis 1998 des Duos Jimsaku mit Akira Jimbo. Insgesamt veröffentlichte er 37 Alben zusammen mit Casiopea, Jimsaku und alleine sowie drei Lehrvideos. Aktuell komponiert und spielt er seine eigene Musik und tritt als Solokünstler zusammen mit Gastmusikern auf. Sein drittes Soloalbum TLM20 (2000) nahm er live zusammen mit Issei Noro und Minoru Mukaiya von Casiopea auf. Am Schlagzeug ist Akira Jimbo und am Saxophon Kazuki Katsuta von Dimension zu hören. Sein viertes Soloalbum Gentle Hearts (2001) nahm er zusammen mit Greg Howe und Dennis Chambers auf. Sein fünftes Soloalbum Cartas do Brasil (2003) nahm er in Rio de Janeiro u. a. zusammen mit Djavan, Ivan Lins und Rosa Passos auf. 2004 tourte er zusammen mit Greg Howe und Dennis Chambers. Ein Livemitschnitt wurde ein Jahr später auf DVD veröffentlicht.

## Diskografie

### Mit Casiopea
- Casiopea (1979)
- Super Flight (1979)
- Thunder Live (1980)
- Make Up City (1980)
- Eyes of the Mind (1981)
- Cross Point (1981)
- Mint Jams (1982)
- Four by Four (1982)
- Photographs (1983)
- Jive Jive (1983)
- The Soundgraphy (1984)
- Down Upbeat (1984)
- Halle (1985)
- Casiopea Live (1985)
- Sun Sun (1986)
- Perfect Live II (1987)
- Platinum (1987)
- Euphony (1988)
- Casiopea World Live ’88 (1988)

### Solo
- Dewdrops (1986)
- 21-seiki no tobira 21世紀の扉; (1999)
- TLM 20 ~ Live Memories of 20 years ~ (2000)
- Gentle Hearts (2001)
- Cartas do Brasil ~ブラジルからの手紙~ (2003)
- Gentle Hearts Tour 2004 (2005)